# SAP Business One
SAP Business One er et administrativt it-system udviklet af SAP AG til små og mellemstore virksomheder. Systemet har fuld integration til "storebroderen" SAP R/3, og bliver derfor også anvendt af store koncerner i mindre datterselskaber.

## Historie
SAP Business One blev udgivet første gang i Israel i 1996 under navnet "Menahel" eller "TopManage" på engelsk. I marts 2002 opkøbte SAP TopManage for at have et produkt til og små og mellemstore virksomheder i deres produktportefølje og omdøbte det til navnet SAP Business One.
SAP Business One blev lanceret på det danske marked i 2003 som en standardløsning.

## Moduler
SAP Business One er opdelt i 13 moduler der dækker over et firma's normale aktiviteter. De mest brugte moduler er Finans, Salgsmuligheder, Salg, Indkøb, Forretningspartner, Bankafvikling og Lagerstyring.
- Administration, hvor diverse stamdata og definitioner opsættes
- Finans, hvor Kontoplan opsættes og finans-postringer oprettes
- Salgsmuligheder, hvor lead-generering bruges til at holde overblik over potentielle salg og indkøb
- Salg, hvor salgs-processen foretages (Tilbud > Ordre, Levering > Faktura)
- Indkøb, hvor indkøbs-processen foretages (Tilbud > Ordre, Levering > Faktura)
- Forretningspartnere, hvor stamdata om kunder, kundeemner og leverandører vedligeholdes
- Bankafvikling, hvor betaling af indkommende (salg) og udgående (indkøb) betalinger oprettes
- Lagerstyring, hvor vare-stamdata vedligeholdes og der holdes styr på lagres antal og værdi
- Ressourcer, hvor stamdata om ressourcer (maskiner og mennesker) der indgår i produktionen (kapacitet og plan) defineres [kun SAP 9.1 og senere]
- Produktion, hvor Styklister er vedligeholdt og produktionsordre oprettes
- Material Requirements planning (MRP), hvor forecasts af nødvendige varer i salg/produktion er defineret, så der kan laves indkøbsforslag
- Service, hvor service-kontrakter vedligeholdes og servicekald oprettes
- Personal, hvor medarbejderstamdata (Navne, kontakt-information, roller osv.) er vedligeholdt

Hvert module tager sig af en specifik aktivitet, men modulerne er linket de steder det giver mening. Eksempel: En salgsfaktura will også laves en finanspostering i finans-modulet.

### Udgivelser
| År   | Version               | Vigtigste ændringer                                   |
| ---- | --------------------- | ----------------------------------------------------- |
| 2014 | SAP Business One 9.1  | Resource modul                                        |
| 2013 | SAP Business One 9.0  | Simplere login, Lokationsstyring                      |
| 2012 | SAP Business One 8.82 | Forbedret brugervenlighed, SAP HANA Support           |
| 2011 | SAP Business One 8.81 | Profitcenter dimensioner, Cockpit                     |
| 2010 | SAP Business One 8.8  | Crystal Reports integration, Én kodebase              |
| 2008 | SAP Business One 2007 | Ny afstemningsmekanisme                               |
| 2006 | SAP Business One 2005 | Forbedret brugervenlighed og rapporter, Forbedret SDK |
| 2004 | SAP Business One 2004 | Global Udgivelse, SAP Business One SDK                |

Før SAP Business One 2004 existerede der landespecifikke versioner med navnet 6.x indtil den globale udgivelse i 2004. I Danmark hed denne version 6.5

## Partnere
SAP Business One er leveret til slutbrugere via SAP's globale partner netværk (SAP PartnerEdge) some består af "Value Added Resellers" (VAR) [Partner som sælger og implementere produktet] og "Software Solution Partners" (SSP) [Partner som sælger standard tillægsmoduler til produktet]

## Udvidelse og tilpasningsmuligheder
Kundetilpasset udvikling (kaldet Add-ons) er mulig gennem SAP Business One's SDK. Det er COM-baseret udvikling lavet via Microsoft Visual Studio med C# eller VB.NET
SAP Business One's SDK består af:
- Data Interface API (DI-API), hvor du kan oprette nye objekter (f.eks. en kunde eller en faktura) uden at bruge SAP Business One klienten men stadig leve op til forretningsreglerne for systemet[3]
- User interface API (UI-API), hvor du kan tilpasse SAP Business One klientens skærmbilleder, lave nye og/eller blokere det normale interaktions-flow[4]
- SAP Business One Integration Technology (B1i), hvor du kan lave forretning workflows ved brug af XML/XSLT[5]
- Service Layer for SAP HANA, hvor du kan via programmering protokollen OData, skabe forretningsobjekter[6]

### Kode eksempler
Eksempel #1 - DI-API: Opret en Udgående faktura i systemet (company)
```
var
 
invoice
 
=
 
(
Documents
)
 
company
.
GetBusinessObject
(
BoObjectTypes
.
oInvoices
);

//Invoice Header Data

invoice
.
CardCode
 
=
 
"C20000"
;

invoice
.
DocDate
 
=
 
DateTime
.
Today
;

//Invoice Line Data 

var
 
lines
 
=
 
invoice
.
Lines
;

lines
.
ItemCode
 
=
 
"A0001"
;

lines
.
Quantity
 
=
 
2
;

lines
.
Price
 
=
 
200
;

lines
.
Currency
 
=
 
"EUR"
;

//Add invoice to system

invoice
.
Add
();

```

Eksempel #2 - UI-API: Tilføj en knap til et eksisterende SAP Business One skærmbillede (form)
```
var
 
item
 
=
 
form
.
Items
.
Add
(
"BTN_UID"
,
 
BoFormItemTypes
.
it_BUTTON
);

item
.
Top
 
=
 
10
;

item
.
Left
 
=
 
100
;

item
.
Width
 
=
 
80
;

item
.
Height
 
=
 
22
;

var
 
button
 
=
 
(
Button
)
item
.
Specific
;

button
.
Caption
 
=
 
"Hello World"
;

```

Eksempler på typer af Add-ons udviklet af VAR og SSP partnere kan findes her: SAP Application Development Center Arkiveret 2. april 2015 hos  Wayback Machine og her:
SAP Store

## Ekstern henvisning
- SAP om SAP Business One Arkiveret 19. juni 2011 hos  Wayback Machine